# 神領奉行
神領奉行（じんりょうぶぎょう）とは、室町幕府の役職。江戸幕府における山田奉行の前身とされる。
室町幕府は文明10年頃愛洲忠行を「神領奉行職」に執奏し、朝廷の裁可となった。
それ以前、宝徳2年（1450年）『氏経卿記』に「盗人六郎は山田で召し捕らえられ、宇治岡の辺りで斬首に処せられた。これは神宮に於いて新議の事である。従来は道後政所から守護に犯人を引渡し、守護が犯人を処罰するのが先例である」と記されている。
宝徳年間、既に検断権は「祭主家」から離れて「山田三方」が有していた事が判る。
文明年間に入るや「山田三方」の内部抗争が頻発するに及び、苦慮した室町幕府は「国司北畠氏」と「山田三方」に中立な愛洲忠行を神領奉行職に任命し、伊勢大神宮の御遷宮奉行と神領地の治安に当らしめた。後世、江戸幕府の遠国奉行や山田奉行は、これを倣っている。
愛洲忠行以降、朝廷の裁可は行われず、国司北畠氏の代官である坂内氏等が「北畠氏の奉行」として替わっている。伊勢国一之瀬城を拠城としていた愛洲忠行は「神領奉行職」を拝命するや、祭主家が神領支配していた岩出祭主館跡に遷る。『言継卿記』に後世、北畠氏の神領支配で「岩出城」を拠点としていた事が記されている。現・三重県度会郡玉城町岩出大森岩出城址がそれである。
江戸幕府の伊勢山田奉行の設置について、「山田三方会合衆の要請に依った」とか昭和4年刊行の宇治山田市史の「豊臣秀吉の上部越中守への御朱印状を以て江戸幕府・山田奉行の前例とする」説は、現在に於いても大岡忠相の山田奉行手柄話と共にまことしやかに語られている。
明和5年、山田一志久保町・講古堂主人、加藤長平秦忠告著の「宮川夜話草」に、「神領奉行」に就いての論考がある。「天正以前までは本州国司北畠具教公の御支配なりき。文禄年中の豊臣秀吉公御代は、岡本下野殿亀山城より神領を御支配せられ、その後、牧村兵庫殿・町野左近殿・古田兵部殿・稲葉蔵人殿、当国、田丸・岩出両城より御支配せらる」とあり上部越中守の亀山城神領奉行岡本下野への取次を以て、江戸幕府の「山田奉行の前例」とするは、「こじつけ」と指摘されていることが解る（参考文献：御巫清直著 田丸城沿革考）。